# Światowe Igrzyska Halowe w Lekkoatletyce 1985 – skok o tyczce mężczyzn
Skok o tyczce mężczyzn – jedna z konkurencji technicznych rozgrywanych podczas halowych światowych igrzysk lekkoatletycznych w hali Accor Arena w Paryżu. Rozegrano od razu finał 19 stycznia 1985. Zwyciężył reprezentant Związku Radzieckiego Serhij Bubka.

## Rezultaty

### Finał
W konkursie wzięło udział 17 skoczków.
Opracowano na podstawie materiału źródłowego.
| Miejsce | Zawodnik          | Wynik |
| ------- | ----------------- | ----- |
| 1       | Serhij Bubka      | 5,75  |
| 2       | Thierry Vigneron  | 5,70  |
| 3       | Wasyl Bubka       | 5,60  |
| 4       | Patrick Abada     | 5,50  |
| 4       | Marian Kolasa     | 5,50  |
| 6       | Alberto Ruiz      | 5,50  |
| 7       | Mariusz Klimczyk  | 5,50  |
| 8       | Joe Dial          | 5,40  |
| 8       | Kimmo Pallonen    | 5,40  |
| 10      | František Jansa   | 5,20  |
| 11      | Timo Kuusisto     | 5,20  |
| 12      | Chen Guomin       | 5,20  |
| 13      | Zdeněk Lubenský   | 5,00  |
| 13      | Keith Stock       | 5,00  |
| 15      | Daniel Aebischer  | 5,00  |
| 15      | Hermann Fehringer | 5,00  |
| –       | Stanimir Penczew  | NM    |